# Lucinha Araújo
Maria Lúcia da Silva Araújo, mais conhecida como Lucinha Araújo (Vassouras, 2 de agosto de 1936), é uma filantropa e ex-cantora brasileira, fundadora, juntamente com o marido, o produtor musical João Araújo, da ONG Sociedade Viva Cazuza, criada após o falecimento do filho, o cantor Cazuza, vítima da AIDS. Lucinha também foi cantora e lançou o single "Como Se Fosse" em 1978, e os álbuns "Do Mesmo Verão" em 1980 e "Tal Qual Eu Sou" em 1982.

## Biografia

### Primeiros anos
Maria Lúcia da Silva Araújo nasceu na cidade de Vassouras, no estado do Rio de Janeiro em 2 de agosto de 1936. Filha do meio de Alice da Costa Torres e Thomaz Portella da Silva, ela tem mais duas irmãs.
Lucinha conheceu seu primeiro namorado, o produtor musical João Araújo, enquanto passava férias em Vassouras. Após quase cinco anos de namoro, eles se casaram em 16 de março de 1957 na Igreja de Santa Margarida Maria, no bairro da Lagoa, no Rio de Janeiro. Em 4 de abril de 1958, nasceu o primeiro e único filho do casal, Agenor de Miranda Araújo Neto, apelidado como Cazuza.

### Carreira na música
Lucinha teve uma curta carreira como cantora. Em 1978, foi lançado o single Como Se Fosse pelo selo RCA Especial, que contava com duas faixas; "Como Se Fosse" e "Neste Mesmo Lugar". Em 1980 foi lançado pelo selo RCA Victor o primeiro LP de Lucinha, Do Mesmo Verão, com 10 faixas. O segundo e último álbum de Lucinha, Tal Qual Eu Sou, foi lançado em 1982. Lucinha também teve uma canção na trilha sonora da novela Água Viva de 1980, "Peito Vazio".

### Morte de Cazuza e carreira como filantropa
Em 7 de julho de 1990, Cazuza morreu aos 32 anos vítima da AIDS. No mesmo ano, Lucinha e o marido João fundaram a ONG Sociedade Viva Cazuza para dar assistência a crianças e adolescentes carentes portadores do vírus da AIDS.
Em 1997, foi publicada a biografia Cazuza: Só as Mães São Felizes, escrita por Regina Echeverria através de histórias narradas por Lucinha. Em 2001, foi publicado o livro Cazuza: Preciso Dizer que Te Amo, também escrito por Regina Echeverria em colaboração com o jornalista Mauro Ferreira a partir de material cedido a ela por Lucinha.
A cinebiografia Cazuza - O Tempo Não Para, baseada no livro Só as Mães São Felizes, foi lançada em 2004. No filme, Lucinha foi interpretada pela atriz Marieta Severo. Cazuza costumava dizer que a atriz era parecida com sua mãe. Lucinha também apareceu brevemente no filme jogando uma rosa no palco na cena em que Cazuza (interpretado por Daniel de Oliveira) canta a canção-título.
Em outubro de 2004, Lucinha recebeu o Prêmio Unesco de Cidadania por seu trabalho com a Sociedade Viva Cazuza.
Em 2011 foi lançado o livro O Tempo Não Para – Viva Cazuza, escrito por Lucinha, que reúne histórias de crianças atendidas pela Sociedade Viva Cazuza e depoimentos de pessoas que fizeram parte da vida do cantor, como Ney Matogrosso, Sandra de Sá, Frejat, Ezequiel Neves, Nilo Romero e George Israel.
Após 56 anos de casamento, Lucinha ficou viúva quando seu marido, o produtor musical João Araújo morreu vítima de um infarto aos 78 anos em 30 de novembro de 2013.
Em 2018, Lucinha foi homenageada no prêmio Trip Transformadores da Revista Trip.
Em 15 de outubro de 2020, a filantropa anunciou o fim das atividades da Sociedade Viva Cazuza — que oficialmente se encerrou em dezembro daquele ano — e deu, à Prefeitura do Rio de Janeiro, a casa que abrigava a instituição mas mantendo a entrega de cestas básicas para 250 pacientes HIV positivo.
A Viva Cazuza continua cuidando do legado de Cazuza.
Em 27 de janeiro de 2021, Lucinha Araujo adotou sua sobrinha Fabiana Araujo, filha mais nova de uma de suas irmãs, que passou a ser oficialmente perfilhada por Lucinha em sua certidão de nascimento, tendo em vista a relação de cumplicidade, amor e cuidado que foi desenvolvida entre elas. Dito por Lucinha em entrevista, Fabiana será sua substituta para continuar o legado de Cazuza e da Sociedade Viva Cazuza, que se mantém através dos direitos autorais do cantor.
Em 2 de setembro de 2024 aconteceu o lançamento oficial dos livros Meu Lance É Poesia e Protegi Teu Nome Por Amor (fotobiografia de Cazuza), organizados por Lucinha Araujo e Ramon Nunes Mello.

## Discografia
- Como Se Fosse (1978) (7", Single)
- Do Mesmo Verão (1980)
- Tal Qual Eu Sou (1982)